# Zhuchengceratops inexpectus
Zhuchengceratops inexpectus es la única especie conocida del género extinto Zhuchengceratops ("cara con cuernos de Zhucheng") ede dinosaurio ceratopsiano leptoceratópsido, que vivió a finales del período Cretácico, hace aproximadamente 75 millones de años, en el Campaniense, en lo que hoy es Asia.

## Descripción
El espécimen recuperado de Zhuchengceratops probablemente representa un adulto, que mide 2,5 metros de largo y 175 kilogramos de masa corporal. Zhuchengceratops tenía una mandíbula particularmente grande y profunda de 50 centímetros de largo que también es delgada transversalmente. Esta y varias otras autapomorfias exclusivas del género le otorgan importancia para aumentar la disparidad morfológica y la diversidad taxonómica de Leptoceratopsidae. Como el tercer leptoceratópsido de Asia, este hallazgo exhibe la coexistencia y radiación de dos clados estrechamente relacionados, cuyas diferencias en la adaptación de la mandíbula y los dientes pueden representar diferentes estrategias de alimentación.

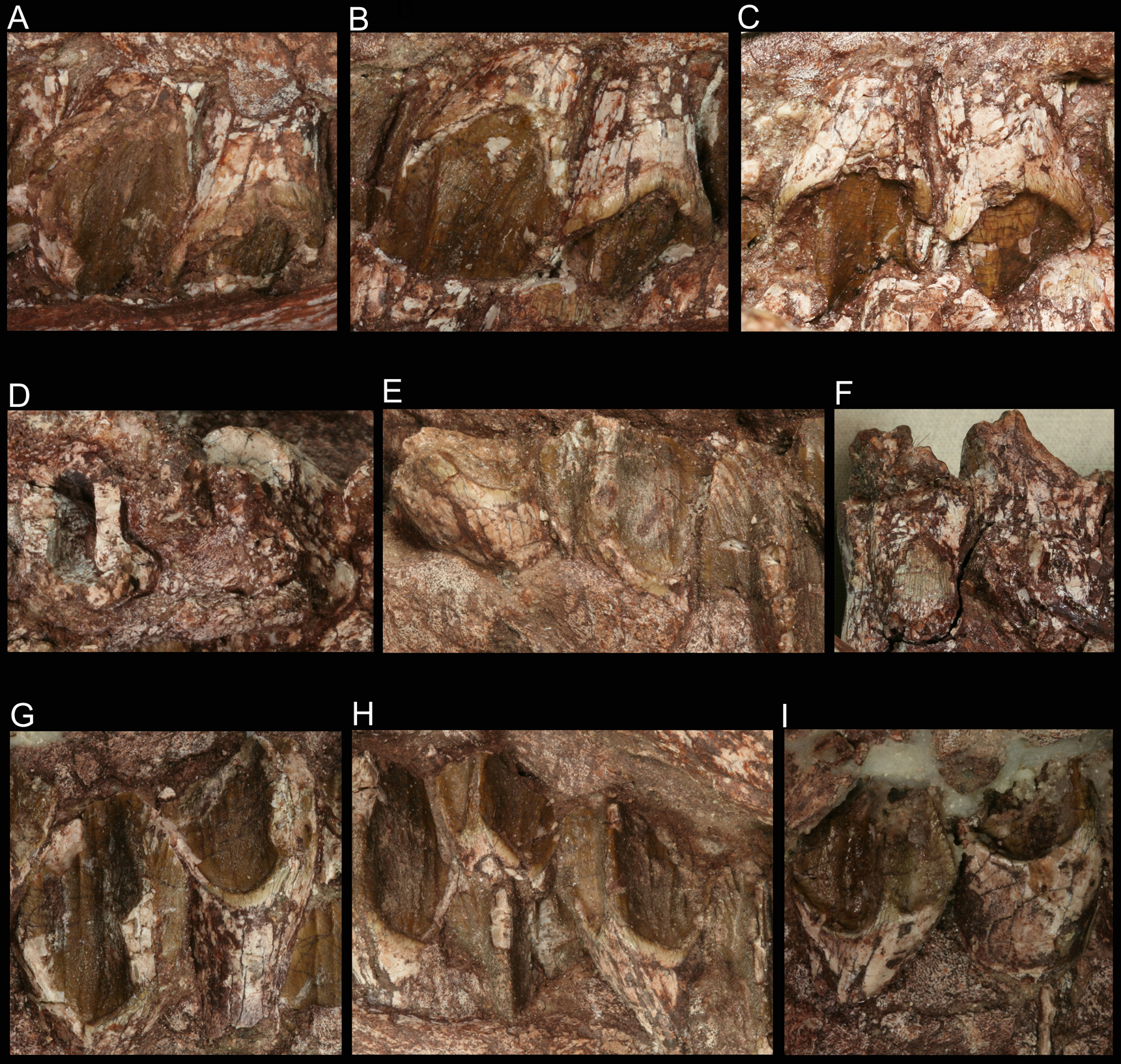
Diente

## Descubrimiento e investigación
Encontrado cerca de Kugou, condado de Zhucheng, China. Los fósiles se han encontrado en el Grupo Wangshi que es de la edad del Cretácico superior. El nombre del género fue erigido por Xing Xu, Kebai Wang, Xijin Zhao, Corwin Sullivan y Shuqing Chen en 2010 y la especie tipo es Zhuchengceratops inexpectus.

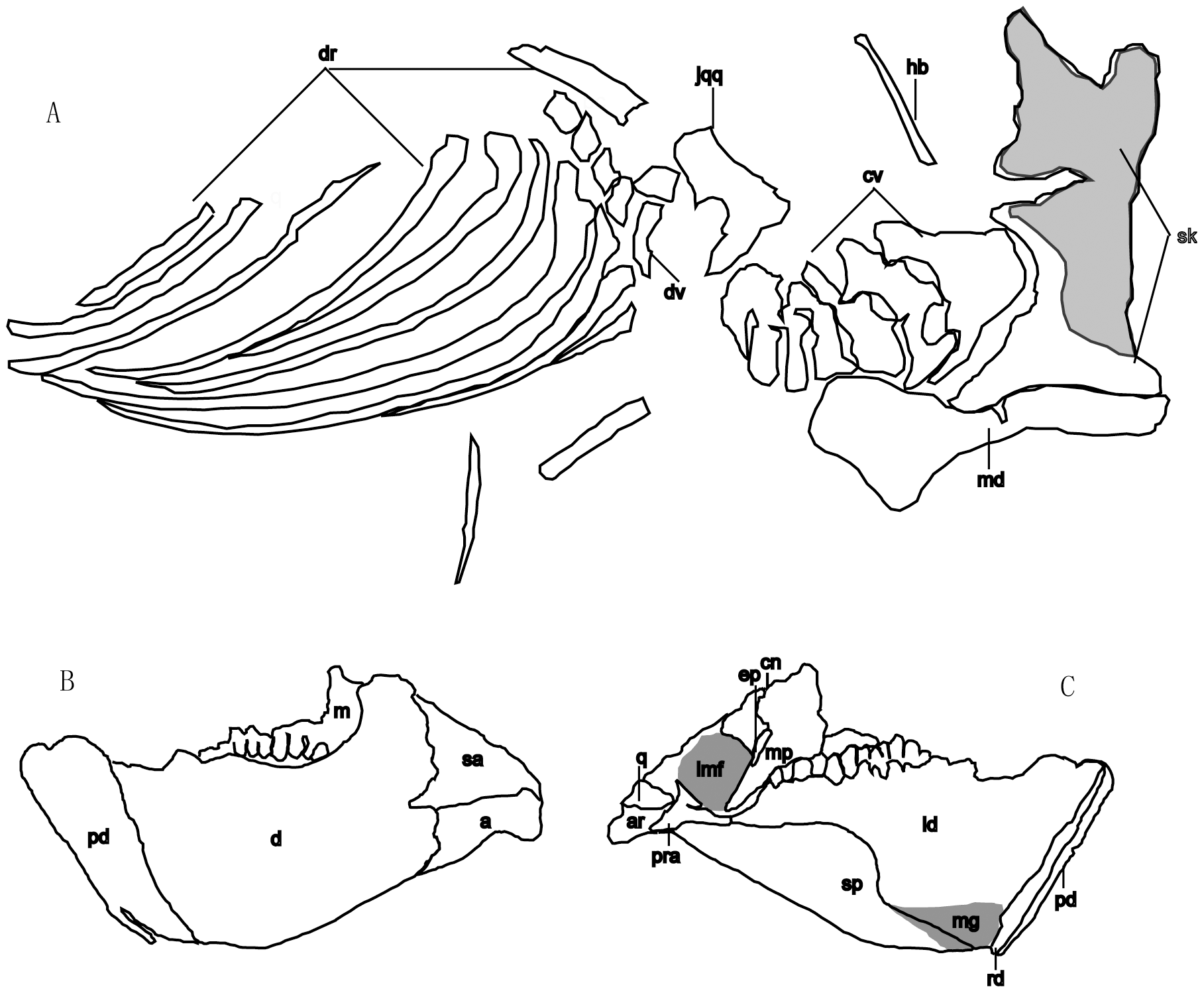
Diagrama del holotipo

El holotipo, ZCDM V0015, es un esqueleto incompleto articulado incluyendo el cráneo combinados, hueso maxilar, cuadrado-cigomático, cigomático, cuadrado, alas y anillo exterior, la mandíbula, las primeras catorce vértebras, las costillas y algunos elementos adicionales. Estos fósiles fueron descubiertos en 2008 junto a numerosos huesos articulados combinados del hadrosáurido Shantungosaurus.
Se conoce a partir de un esqueleto articulado parcial que incluye vértebras, costillas, dientes y partes del cráneo y las mandíbulas  El nombre del género fue elegido por la ubicación de Zhucheng, donde el Se encontró holotipo , y el latinizado del griego ceraptops, que significa "cara con cuernos". Eligieron el nombre de la especie Z. inexpectus para referirse al inesperado descubrimiento del esqueleto articulado.

## Clasificación
Zhuchengceratops difiere significativamente de los otros representantes Leptoceratopsidae, también cuenta con varias características previamente desconocidas en los representantes de este grupo, que se ven en Ceratopsidae y sus parientes más cercanos. Según el análisis filogenético llevado a cabo por los autores es un leptoceratópsido avanzado, más relacionado con Leptoceratops  y Udanoceratops  aunque las relaciones internas de este triplete no se resolvieron.